# Arpad Weixlgärtner
Arpád Weixlgärtner (geboren 6. April 1872 in Wien, Österreich-Ungarn; gestorben 2. Februar 1961 in Göteborg) war ein österreichischer Kunsthistoriker.

## Leben
Arpád Weixlgärtner war ein unehelicher Sohn des Juristen und zeitweiligen Budapester Bürgermeisters János Radocza von Sárszentmiklós (1835–1926) und der Schauspielerin Wilhelmine Weixlgärtner (1843–1918). Er heiratete 1911 die Bildhauerin Josephine (Pepi) Theresia Neutra (1886–1981), Schwester des Architekten Richard Neutra, die jüdischer Herkunft war. Ihre Kinder waren die Künstlerin Elisabeth Söderberg (1912–1991) und der Linguist John Weilgart (1913–1981).
Weixlgärtner studierte Rechtswissenschaft, Kunstgeschichte, Geschichte und Klassische Archäologie in Wien und wurde 1899 bei Franz Wickhoff und Emil Reisch mit einer Dissertation über die Akt- und Proportionsstudien von Albrecht Dürer promoviert. Weixlgärtner war ab 1901 am Kupferstichkabinett der Wiener Hofbibliothek und ab 1906 am Kunsthistorischen Museum zunächst als Kustos der Sammlung für Plastik und Kunstgewerbe tätig (bis 1930). Seit 1920 war er Schatzmeister (= Kustos) der Weltlichen und Geistlichen Schatzkammer des Kunsthistorischen Museums. Von 1931 bis 1933 war er dazu Leiter der Gemäldegalerie des Kunsthistorischen Museums. 1934 wurde er pensioniert, behielt aber das Amt des Schatzmeisters. Am 16. März 1938, gleich nach dem Anschluss Österreichs, wurde er von den Nationalsozialisten aus rassistischen Gründen „beurlaubt“.
Nach der Rede Hitlers vom 15. März 1938 habe Weixlgärtner SS-Leute in die Schatzkammer geführt. Über diesen Tag berichtet er:
„Ich halte ganz vergeblich die Schatzkammer offen, es kommt natürlich keine Katze herein, da der Zugang über den Heldenplatz gesperrt ist. […] Auf dem Ring eine ungeheure Menschenmenge, die auf den Einzug Hitlers wartet. Ich und meine beiden Aufseher brauchen anderthalb Stunden, bis wir vom Schweizerhof ums Burgtheater herum, vorm Rathaus und hinterm Parlament ins Museum kommen, die Schatzkammerschlüssel abzugeben. […] Das war am 15. März um halb 11 Uhr nachts meine letzte Führung in der Schatzkammer.“
Ab 1946 lehrte er Kunstgeschichte an verschiedenen Universitäten in Schweden, wo er nach dem Brand seiner Wohnung 1945 auf Einladung von König Gustav VI. lebte. Er erhielt 1959 die schwedische Staatsbürgerschaft.